# Musée d'Art moderne d'Istanbul
Le musée d'art moderne d'Istanbul (Istanbul Modern) (turc : İstanbul Modern Sanat Müzesi) est un musée d'art contemporain situé à Istanbul en Turquie. Inauguré le 11 décembre 2004, le musée met principalement en valeur les œuvres d'artistes turcs. Le directeur du musée est Levent Çalıkoglu.

## Histoire
Le musée est situé au bord du Bosphore. il occupe les locaux de l'ancien Antrepo n°4, un ancien entrepôt de marchandises construit pour l'Organisation maritime turque par l'architecte Sedad Hakkı Eldem, à l'occasion du réaménagement de la place Tophane en 1957. Le bâtiment de 8 000 m2 a été attribué au musée, puis transformé par Tabanlıoğlu Architects en des locaux adaptés a ouvert au public en 2004. 15 ans plus tard, le musée déménage pour trois ans, le temps d'opérer une vaste transformation, réalisée par le cabinet d'architecte Renzo Piano. Le musée rouvre aux visiteurs en 2023, et offre désormais une capacité de plus de 10 000 m2.

## Le Musée
Le musée propose un espace d'exposition sur deux niveaux

### Collections permanentes
Les collections permanentes, situées au 2ème étage, mettent en avant le travail de peintres turcs de la fin du XIXe siècle jusqu'à nos jours. Parmi eux Ramazan Bayrakoglu ("Fire"), Hoca Ali Rıza ("Landscape"), Migurdic Givanian ("Istanbul"), Nuri Iyem ("Peasant Women"), Hekmit Onat, Nurullah Berk, Burhan Dogançay ("Muhtesem Cag"), Nedim Gunsur, et Omer Uluc ("1 Man,4 Women"). On trouve aussi des œuvres d'artistes non-turques parmi lesquels Tony Cragg, Julian Opie, et Monica Bonvicini ("Stairway to Hell").

### Expositions temporaires

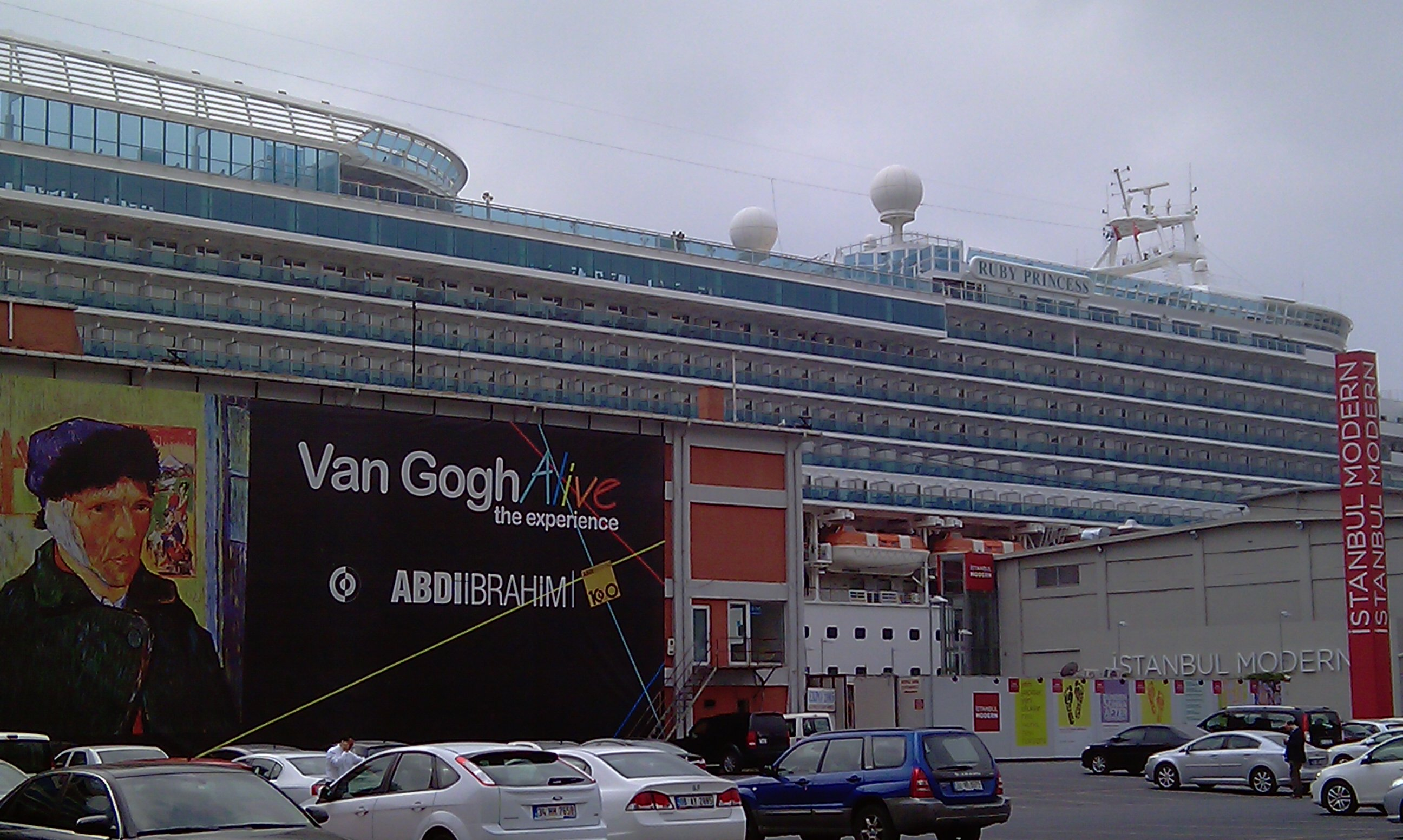
Un navire de croisière ancré au quai du musée d'art moderne d'Istanbul sur le Bosphore, lors d'une exposition de Vincent van Gogh.

Après avoir accueilli une exposition sur  "le langage architectural de Renzo Piano", le musée propose, pour la saison 2023-2024, deux expositions:
- Îles flottantes : Une collection de plus de 270 œuvres présente la scène artistique turque depuis 1945 ;
- In Another Place : une exposition de 22 portraits du cinéaste Nuri Bilge Ceylan. Les portraits, pris dans diverses zones géographiques telles que l’Inde, la Géorgie, la Chine, le Maroc et la Turquie, invitent le visiteur à se sentir connecté à des personnes et à des lieux qu’il n’a peut-être jamais connus auparavant.

### Toit terrasse
Une terrasse panoramique installée sur le toit permet d'observer le Bosphore et le quartier de Tophane.

### Auditorium
Le musée abrite un auditorium qui est aussi utilisé comme salle de cinéma et programme une sélection variée de films, et accueille des festivals de cinéma et des événements spéciaux tout au long de l’année.

### Bibliothèque spécialisée
Le musée dispose d'une bibliothèque avec une collection complète d'ouvrages et de périodiques sur l’art et la culture contemporains, ouverte aux chercheurs, aux étudiants et aux amateurs d’art.

## Reconnaissance
Dès son ouverture, il acquiert une reconnaissance mondiale comme l’un des musées d’art contemporain les plus importants, et se voit identifié comme l’un des “52 endroits où aller en 2023” par le New York Times.